# Cyrtandra dispar
Cyrtandra dispar là một loài thực vật có hoa trong họ Tai voi. Loài này được DC. mô tả khoa học đầu tiên năm 1845.